# Elena Salgado Méndez
Elena Salgado Méndez (Ourense, Galícia, 1949) és una enginyera industrial, economista i política gallega. Ocupà diversos ministeris del govern espanyol entre 2004 i 2011, durant les dues legislatures presidides pel socialista José Luís Rodríguez Zapatero, arribant a ser Vicepresidenta Segona i Ministra d'Economia i Hisenda.

## Biografia
Va néixer el 12 de maig de 1949 a la ciutat d'Ourense. Va estudiar Enginyeria industrial, en les especialitats de Tècniques Energètiques i Organització Industrial, a la Universitat Politècnica de Madrid, i Ciències econòmiques, en l'especialitat d'Estructura Econòmica, a la Universitat Complutense de Madrid. Va fer un Màster en Mètodes Quantitatius de Gestió per l'Escola d'Organització Industrial.

## Activitat política
Membre del Partit Socialista de Galícia (PSG), va formar part dels governs de Felipe González entre 1982 i 1996 com a Directora del Departament d'Estudis de l'Institut de la Petita i Mitjana Empresa al Ministeri d'Indústria (1982-1984), Directora General de Costos de Personal i Pensions Públiques del Ministeri d'Economia i Hisenda (1985-1991) i Secretària General de Comunicacions del Ministeri d'Obres Públiques, Transports i Medi Ambient (1991-1996). Després de la derrota socialista en les eleccions generals de 1996 va passar a l'empresa privada, treballant en diverses empreses del sector de les telecomunicacions.
Amb la victòria socialista de les eleccions generals de 2004, José Luis Rodríguez Zapatero la nomenà Ministra de Sanitat i Consum, càrrec des del qual va implantar la llei antitabac que va entrar en vigor l'1 de gener de l'any 2006. Aquell mateix any es postulà com a candidata a la presidència de l'Organització Mundial de la Salut (OMS), càrrec que finalment fou ocupat per Margaret Chan.
El 6 de juliol de 2007 fou nomenada Ministra d'Administracions Públiques, en substitució de Jordi Sevilla Segura, en la quarta remodelació del govern de Rodríguez Zapatero.
En les eleccions generals de 2008 fou escollida diputada al Congrés dels Diputats per Cantàbria, continuant al capdavant del Ministeri d'Administracions Públiques en la IX Legislatura. El 7 d'abril de 2009 fou anunciat el seu nomenament com a Ministra d'Economia d'Espanya i Vicepresidenta Segona, substituint Pedro Solbes en el marc de la reorganització del govern espanyol, duta a terme pel president José Luis Rodríguez Zapatero. Durant aquesta etapa va fer front a la dura crisi econòmica que es va viure a Espanya i Europa.

## Vida actual
Tres mesos després d'abandonar el càrrec de vicepresidenta, la companyia elèctrica Chilectra, filial d'Endesa i controlada al seu torn pel grup italià Enel, va incorporar al Elena Salgado al seu grup de consellers. Tot i que la legislació actual impedeix a un ex-alt càrrec treballar per a una empresa privada durant els dos anys posteriors d'abandonar el lloc, aquesta restricció no se li va aplicar perquè és una empresa radicada a l'exterior d'Espanya. Va deixar de ser consellera a l'abril de 2015.